# Бернардини, Дин
Дин Бернардини (англ. Dean Bernardini; род. 27 декабря 1973, Дирфилд) — американский музыкант, наиболее известный как бывший бас-гитарист и бэк-вокалист рок-группы Chevelle. 

## Ранняя история
До Chevelle Бернардини играл на барабанах в чикагской группе Liftpoint. Бернардини сам научился играть на басу, слушая басовые партии и пытаясь копировать их на альбомах. Первым альбомом, под которым он играл, был Absolution группы Muse. Когда Джо Лоффлер покинул Chevelle, его заменил Бернардини, который женат на сестре Пита, Джо и Сэма Лоффлеров.

## Музыкальная карьера
Он присоединился к группе Chevelle в 2005 году после ухода Джо Лоффлера, который был участником группы с 1995 года. 
Бернардини также является известным художником и мастером по дереву. Обложкой альбома Sci-Fi Crimes 2009 года стала оригинальная картина Бернардини маслом на холсте размером 24 на 48 дюймов, а также он предоставил оригинальную картину маслом на холсте для альбома группы Stray Arrows: A Collection of Favorites 2012 года.
В мае 2006 года Бернардини повредил левую руку, что вынудило группу отказаться от первых восьми концертов (с 30 июня по 26 июля) с Nickelback и Hoobastank. В сентябре 2019 года Бернардини объявил, что возьмёт перерыв в Chevelle, чтобы сосредоточиться на своей семье и личных проектах.

## Оборудование
В статье для Bass Player Бернардини заявил, что использует бас-гитары Gibson Thunderbird и Ibanez BTB с усилителями Mesa/Boogie Big Block 750 и кабинетами Mesa 8x10 как для чистого, так и для искажённого звучания. Он также является артистом Gibson Guitars и Ibanez Guitars.
Гитары Thunderbird, на которых играет Бернардини, изготовлены на заказ Райаном Лоу из Loux Custom Instruments. Одна из них — чёрная, с 35-дюймовой (890 мм) мензурой и инкрустацией в виде логотипа Chevelle, а другая — белая бас-гитара с инкрустированной по индивидуальному заказу накладкой грифа, вдохновлённой картиной Пикассо, звукоснимателями Nordstrand и увеличенной до 35,375 дюйма (898,5 мм) длиной мензуры. Ibanez BTB570 модифицированы компанией Bernardini путём перекраски и установки изготовленных вручную крышек звукоснимателей и звукоснимателей Bartonlini.
Он использует струны GHS нестандартного калибра (65-85-115-130).

## Дискография
Студийные альбомы
- Vena Sera (2007 г.)
- Sci-Fi Crimes (2009 г.)
- Hats Off to the Bull (2011 г.)
- La Gárgola (2014 г.)
- The North Corridor (2016 г.)